# Le monde est à vous
 (novembre 2013).
Si vous disposez d'ouvrages ou d'articles de référence ou si vous connaissez des sites web de qualité traitant du thème abordé ici, merci de compléter l'article en donnant les références utiles à sa vérifiabilité et en les liant à la section « Notes et références ».

Le monde est à vous est une émission télévisée de divertissement conçue et présentée par Jacques Martin entre 1987 à 1997 sur la chaine Antenne 2 (devenue France 2 en 1992). Elle succédait à l'émission Tout le Monde le sait (1985-1986) dans la tranche Dimanche Martin. Il y avait trois candidats qui devaient répondre à des questions sur des sujets multiples : celui qui enregistrait le plus de points décrochait le voyage de son choix. Cette émission a été remplacée en septembre 1997 par Sous vos applaudissements.
Il y avait tous types de variété, chanson française, internationale mais également de la musique classique. Et assez fréquemment Jacques Martin interprétait une chanson qui rappelait l'époque de sa jeunesse (il avait 55 ans en 1988). 
Des personnalités y vinrent comme Mariah Carey, Laurent Voulzy, Mireille Mathieu, Benny B, East 17, MN8, New Kids on the Block, Backstreet Boys, Alliage, Laura Pausini, Elsa, René Tramoni, et pour les enfants Chantal Goya, Douchka, Anne Meson, etc. 
Cette émission changea deux fois de générique : une fois en 1990 et une en 1994 (bien que celui de 1994 se rapproche de celle de 1990).